# Cerro Mohinora
A 3300 m (más források szerint 3307 vagy 3303–3313 m) magas Cerro Mohinora a mexikói Chihuahua állam legmagasabb hegye.

## Elhelyezkedése
A csúcs Mexikó északnyugati részén, Chihuahua állam legdélebbi községének, Guadalupe y Calvónak a középpontjától kissé délnyugatra emelkedik a Nyugati-Sierra Madre hegységben, Sinaloa állam határától kb. 12 km-re.

## Éghajlat
A hegyen az átlagos évi középhőmérséklet 5–12 °C, a leghidegebb hónapban általában -3 és 18 °C közötti értékeket mérnek, de előfordult már -17,8 °C-os fagy is. A területen az éves csapadékmennyiség 1000 mm körüli, a két eddigi szélsőség 429 és 1600 mm volt. Az esős napok átlagos száma 80, a havas napoké pedig 10. Fagy az év 201 napján fordul elő, 164 nap fagymentes.

## A Cerro Mohinora növény- és állatvilág-védelmi terület
A hegyen és környékén a gazdag élővilág megóvásának érdekében természetvédelmi terület kialakítását javasolják. Különös értékei a háborítatlan tűlevelű erdők, melyek fő fái a közönséges lucfenyő és a duglászfenyők, valamint előfordulnak vegyes tölgyes-fenyves területek is. A Chihuahuai Autonóm Egyetem kutatásai szerint a területen közel 500-féle faj él, köztük 9 endemikus faj is: a Mammillaria senilis nevű kaktusz, a Spermophilus madrensis nevű mókusféle és az ecsetfülű mókus phaeurus alfaja, a kéksapkás amazon, a füles trogon, az Ambystoma rosaceum nevű szalamandra, az Eleutherodactylus tarahumarensis nevű füttyentőbéka-féle, a Eumeces parviauriculatus nevű vakondgyíkféle és az Oncorhynchus chrysogaster nevű lazacféle.